# الطاقة المتجددة في العراق
الطاقة المتجددة في العراق هي الطاقة المتولدة من المصادرة الطبيعية مثل ضوء الشمس والرياح والمياه والإمطار وحرارة جوف الأرض يضاف إلى ذلك طاقة الكتل الحيوية. ويعد العراق من البلدان غير الرائدة في هذا المجال رغم توفر الظروف المناسبة لهذا الأمر، فحرارة الشمس التي قد يجدها البعض شديدة هي مناسبة للأستخدام في الطاقة الشمسية. وكذلك الرياح فالعراق يتميز في الصيف بنوعين من الرياح. الشرقي الجنوبي والجنوب الشرقي والتي قد تكون بسرعة 80 كيلومتراً في الساعة (50 ميلاً في الساعة)، ومن منتصف يونيو، وحتى منتصف سبتمبر الرياح السائدة، هي شمالية (من الشمال والشمال الغربي)، ويعد العراق غني بالمصادر المائية بفضل نهري دجلة والفرات والبحيرات المائية.
عام 2006, ونتيجة للأوضاع غير المستقرة وأنقطاع الكهرباء المستمر، شهد العراق مشروعات متواضعة لأستغلال الطاقة الشمسية، وزادت وضوحاً وجدية أواخر عام 2010، مع استحداث "مركز الطاقة المتجددة"، ووضع برنامج للأعوام 2012 و2015، يتمحور بين الإنتاج والتوزيع، ويعتمد على إنشاء محطات، وإنتاج سخانات شمسية، وإنارة الطرق العامة.

## جامعة بغدادقسمي هندسةالطاقةوالبيئة
بالتنسيق مع قسمي هندسة الطاقة والبيئة ضمن سياسة الجامعة لتوليد طاقة متجددة تعتمد على طاقة الرياح والطاقة الشمسية:
1. طاقة الرياح: يبلغ عدد التوربينات 4 / القدرة الكهربائية المستفادة منها 1000 واط.
2. الطاقة الشمسية يبلغ عددها 20 خلية /معدل الطاقة المنتجة من 30 إلى 130 واط.

استخداماتها في (تحلية المياه - توليد الطاقة الكهربائية - تسخين المياه) بالأضافة إلى وجود جهاز بارانوميترعدد (2) لقياس (كمية الأمطار - سرعة الرياح - قياس شدة اشعة الشمس - قياس الرطوبة).

## مركز بحوثالنهرينللطاقة المتجددة النانوية
استحدث مركز بحوث النهرين للطاقة المتجددة النانوية البحث والتطوير في أبحاث الطاقة الشمسية بكافة محاورها، وإدخال تقنية النانو تكنولوجي على تصاميم الطاقة الشمسية لأول مرة في العراق.